# 天文台

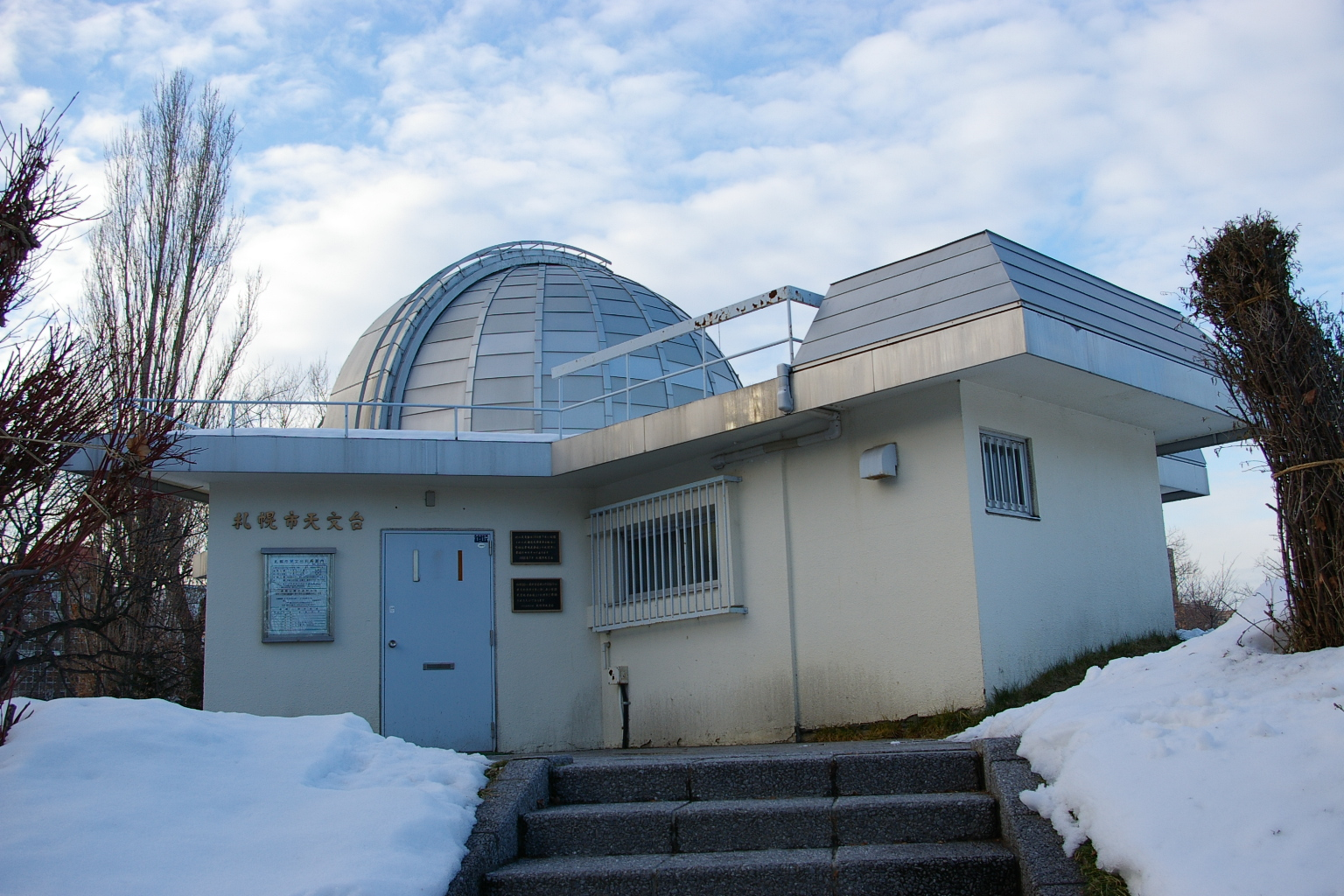
天文台の一例（札幌市天文台）

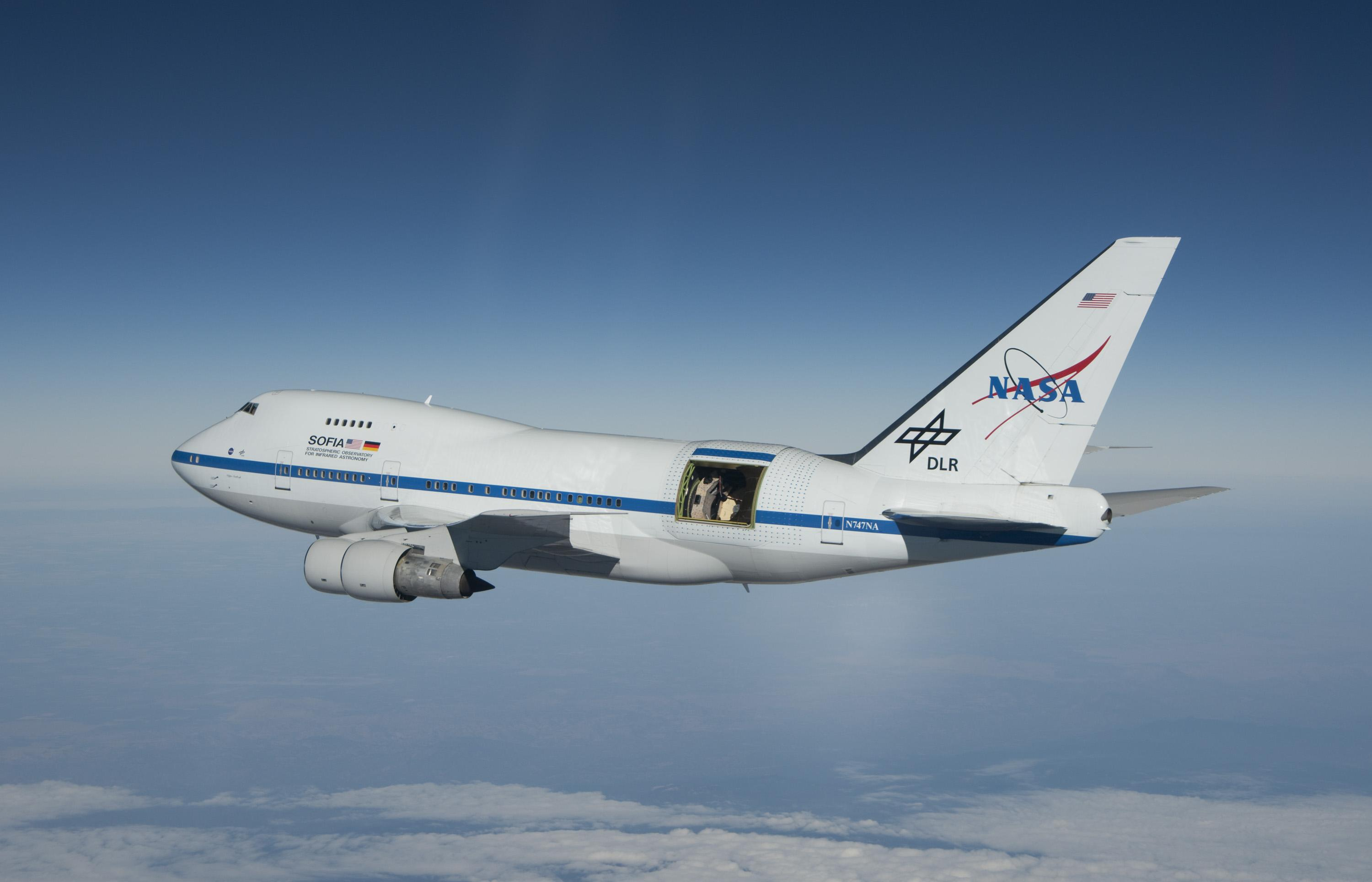
航空機を利用した空中天文台の成層圏赤外線天文台。その他にも高高度気球の活用などがある。

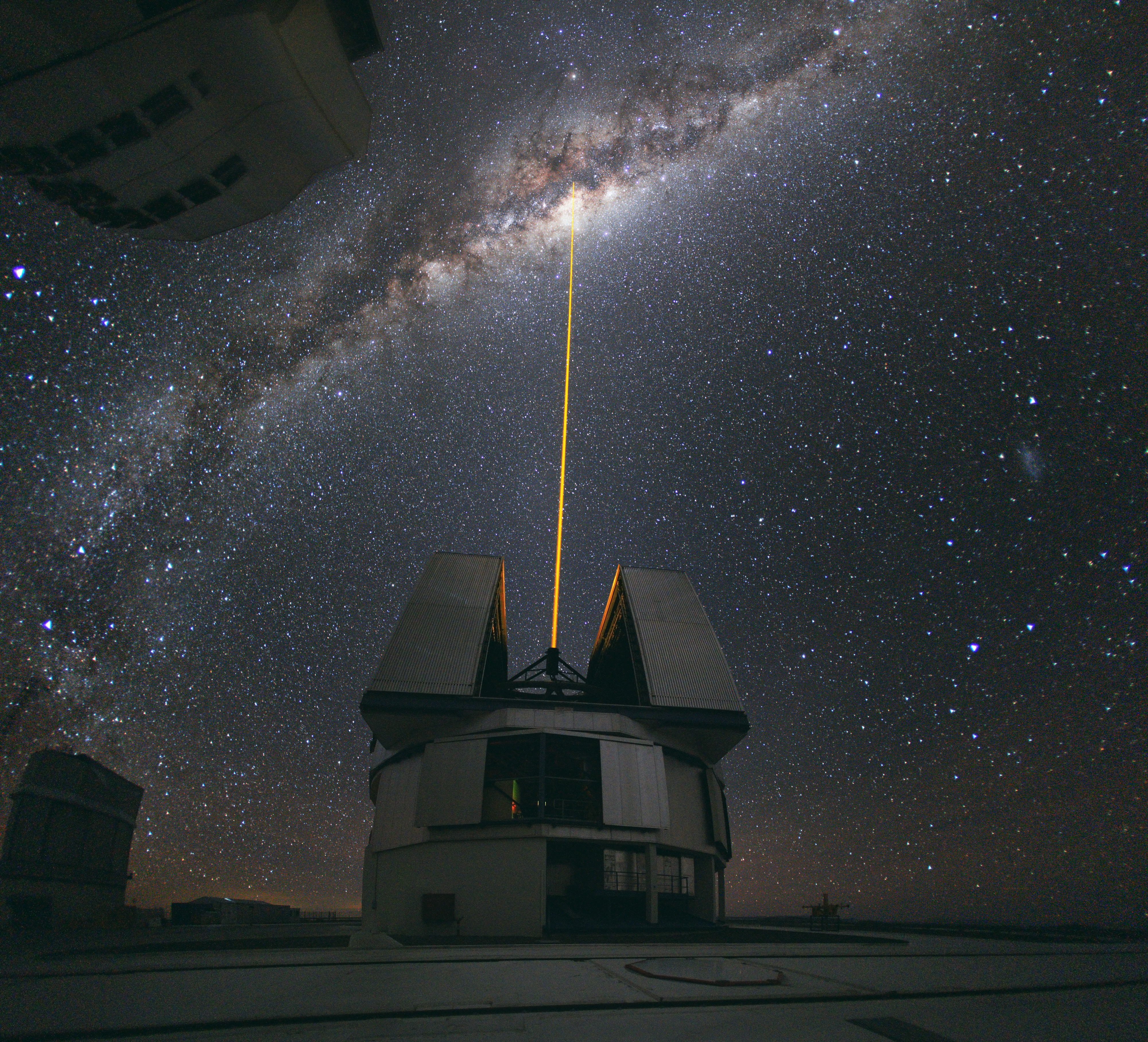
レーザーガイドを使用したチリ共和国にあるパラナル天文台。画像は2010年度Wikicommons年間画像大賞作品。

天文台（てんもんだい、英語: Astronomical observatory）は、天体や天文現象の観測を行ったり、観測結果を解析して天文学の研究を行うための施設。現代では学術研究目的以外に、宇宙の観察や学習といった天文教育・普及活動の拠点としての性格を持つ天文台もある。

## 天文台の歴史
古代以来の天文学の重要な役割に、天体観測によって正確な時刻を確定し正確な暦を作るという目的がある。このためには天体の会合や出没・南中時刻などを地球上の同一の地点から継続的に観測する必要がある。また、17世紀に望遠鏡が発明され、より微弱な天体の光を捉えるために望遠鏡が大型化していくと、固定した建物の中に望遠鏡を据え付けて観測するというスタイルが一般的になった。このような理由で造られた観測施設が天文台の始まりであると考えられる。

### 初期文明

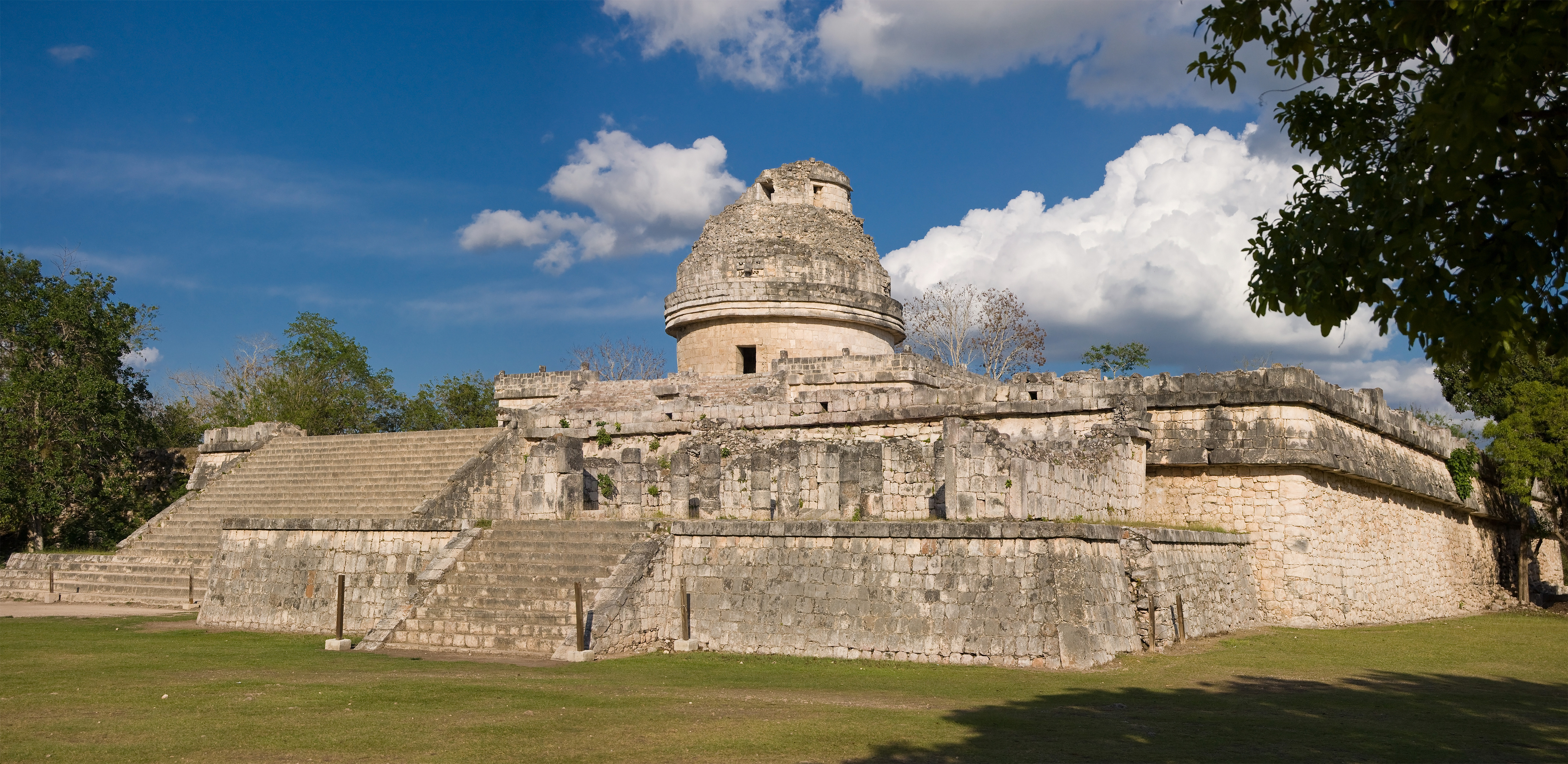
マヤの天文台 「El Caracol(カタツムリ)」

世界四大文明と呼ばれる地域では、天体観測が王国の威信を懸けて行われていた。様々な目的があるが、エジプト文明の場合には、ナイル川の氾濫の時期を予測して、農業などを行う際の基準として暦が編纂されていた。
アンデス・アステカ・マヤ文明などでも、同じような目的で天体観測が行われ、精密な暦が編纂されていたが、言語学的な資料が乏しいため詳しいことは分かっていない。

### イスラム圏

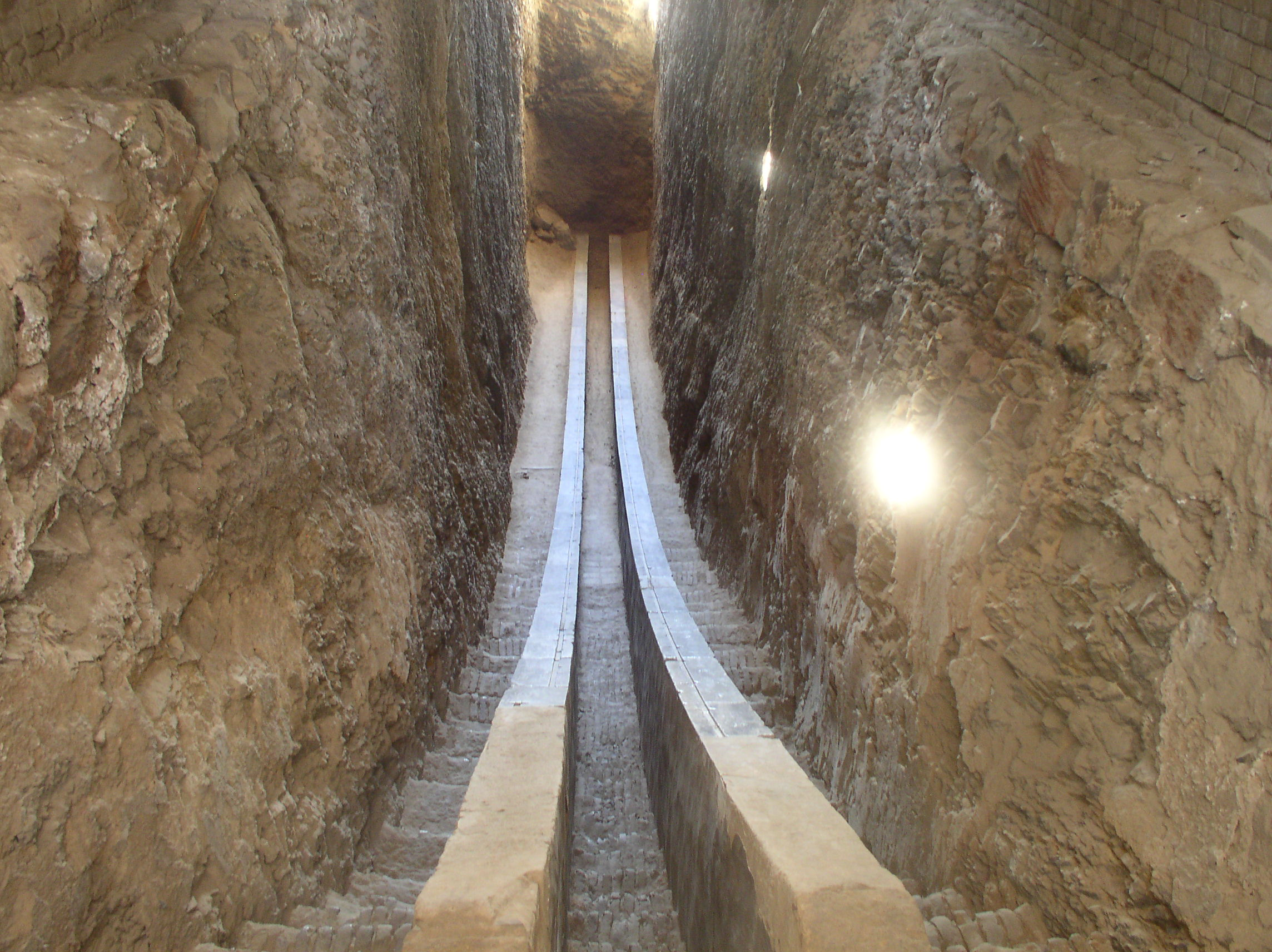
サマルカンドのウルグ・ベク天文台。地下に掘られた観測機構（象限儀）。

イスラム圏では、1420年代にティムール朝の王族（のちに君主）にして天文学者であったウルグ・ベグが、サマルカンド郊外に天文台を建設した（のちにウルグ・ベク天文台と呼ばれる）。この天文台は15世紀半ばに破壊されたが、20世紀に発掘された。

### ヨーロッパ
ヨーロッパでは、チコ・ブラーエが北欧に設立した天文台まで、記録が残っていない。オランダの眼鏡職人ハンス・リッペルハイが発明したとされる、ガリレオ式天体望遠鏡やチコ・ブラーエの下で天体観測データの解析を通じて、惑星運動のケプラーの法則に名を残すヨハネス・ケプラーによって考案された、ケプラー式天体望遠鏡などが開発されてから、天体観測所として人類の宇宙観を大きく変える発見がなされた。その後も、イギリスのアイザック・ニュートンが開発した、ニュートン式反射天体望遠鏡が天体観測装置の精密化や大口径化を後押しした。

### 東洋
中国では、暦の制作や占星術のために天文学が発達し、天体現象が観測され記録された。
周代には太史という官職が設けられ、歴史記録などとともに暦や天文を管掌した。唐代には暦と天文を専門に扱う司天台という官職が設けられ、宋・元代には司天監、明・清代には欽天監と呼ばれた。
明代の1442年、北京に天文台（北京古観象台）が開設された。

### 日本

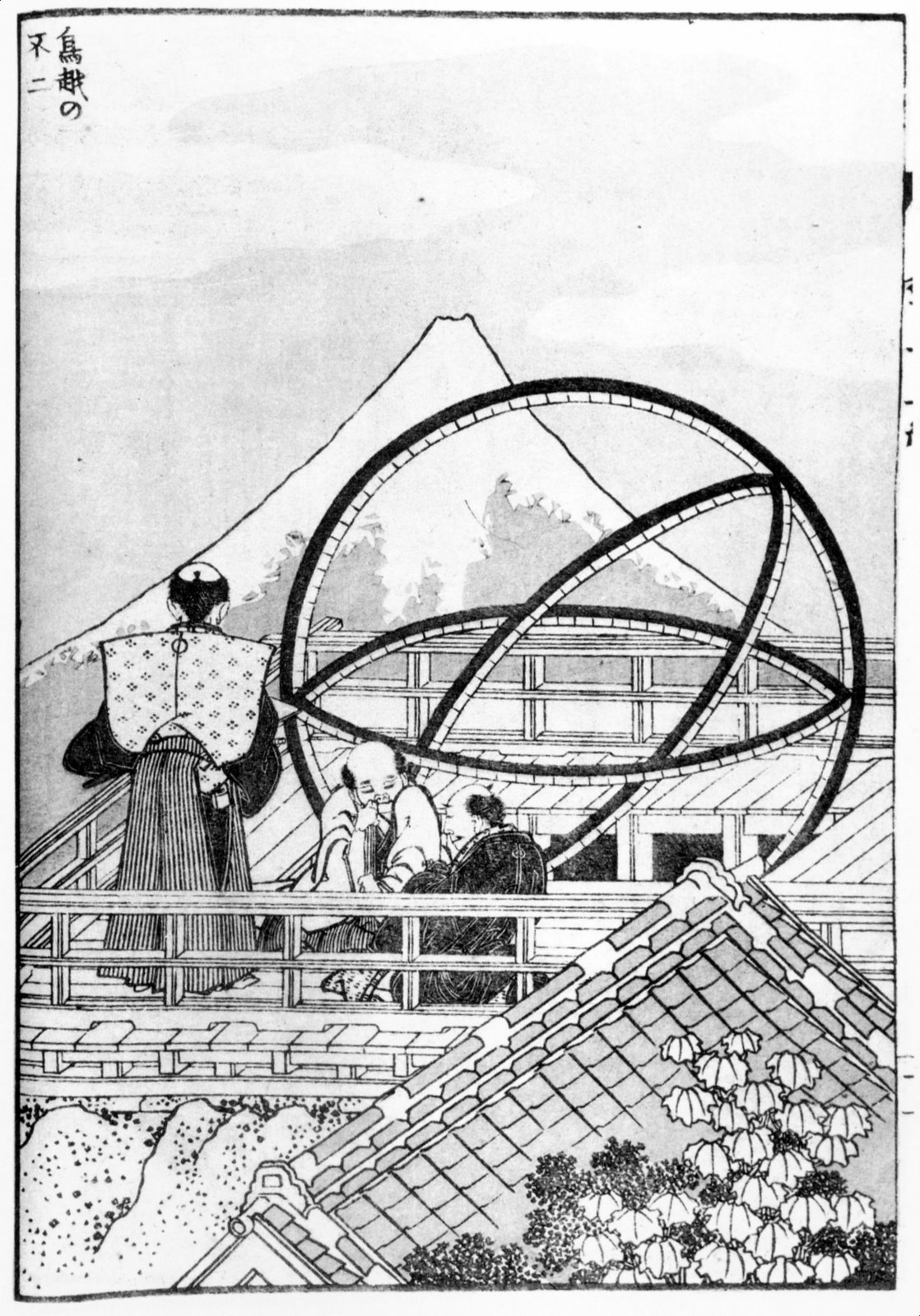
葛飾北斎画：『鳥越の不二』
浅草天文台にて

日本最古の天文台は、『日本書紀』天武天皇3年（674年）条に登場する「占星台」であり、その名の通り、当時の天文学の主たる目的の1つであった占星術を目的としていた。「天文台」という言葉で知られているのは、天明2年（1782年）に江戸浅草に作られた江戸幕府天文方の「浅草天文台」であるが、「天文台」という言葉はむしろ少数派で、天文方の著作である『寛政暦書』では、「測量台」が採用されて、別名として「司天台」「観象台」などを併記するが「天文台」はない。なお、「司天台」は浅草移転前の天文方の天文台の呼称であるとともに、陰陽頭の土御門家が京都梅小路に作った天文台に用いられた。「観象台」は明治初期に東京大学や海軍省が採用している（当時は気象台の機能を兼ねていた）。明治21年（1888年）に設立された東京天文台が「天文台」の名称を採用して以後、日本で「天文台」という呼称が定着した。

### 現代
現代の天文台には、保時・編暦や天文学の研究を担うために各国の公的機関や大学、高等学校の付属施設として設立された天文台と、個人や私企業、財団等によって作られた私設の天文台がある。また、日本においては地方公共団体などが運用を行う公開天文台も多数存在する。

## 天文台の施設・装置
天文台の立地条件としては、天体からの微かな光を観測するために、市街地から離れた光害のない暗い場所を選ぶことが絶対条件である。また、晴天率が高いこと、気流が安定していること、広い視界を確保できる地形であることも求められる。そのため、近年の大型望遠鏡を擁する天文台はハワイのマウナケア山頂やチリのアンデス山脈、カナリア諸島などの高山に造られることが多い。電波望遠鏡の場合にも、観測を妨げる電波が少ない山間部や砂漠などが選ばれることが多い。
天文台には観測のための望遠鏡が一つまたは複数設置されている。近年では望遠鏡を格納する部屋の温度環境を一定にするため、望遠鏡の設置場所とは別の観測室から遠隔操作で観測を行う天文台も多い。また、天体観測は複数夜にわたって行われることも多いため、観測者用の宿泊施設などが付随する場合もある。
天文台の主な観測装置は以下の通りである。

### 天体望遠鏡
宇宙の観測は天体からやってくる電磁波、特に可視光線を受けて分析するという手段にほぼ限られるため、天文台には必ずと言って良いほど望遠鏡が設置されている。望遠鏡には光を捉え分析するための観測装置として冷却CCDカメラや分光器、光電測光器、赤外観測装置などが備えられている。
詳しくは天体望遠鏡を参照のこと。

### 子午儀・子午環

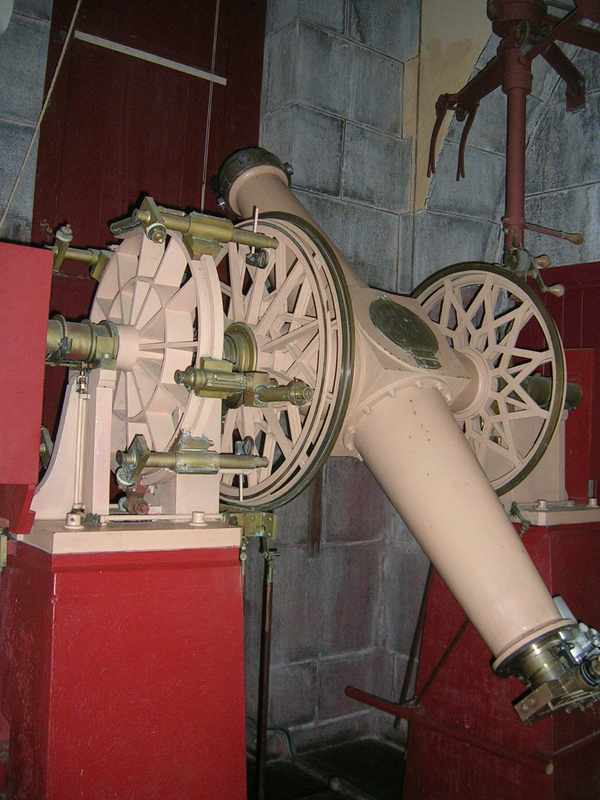
子午儀（フランス・Abbadia城）

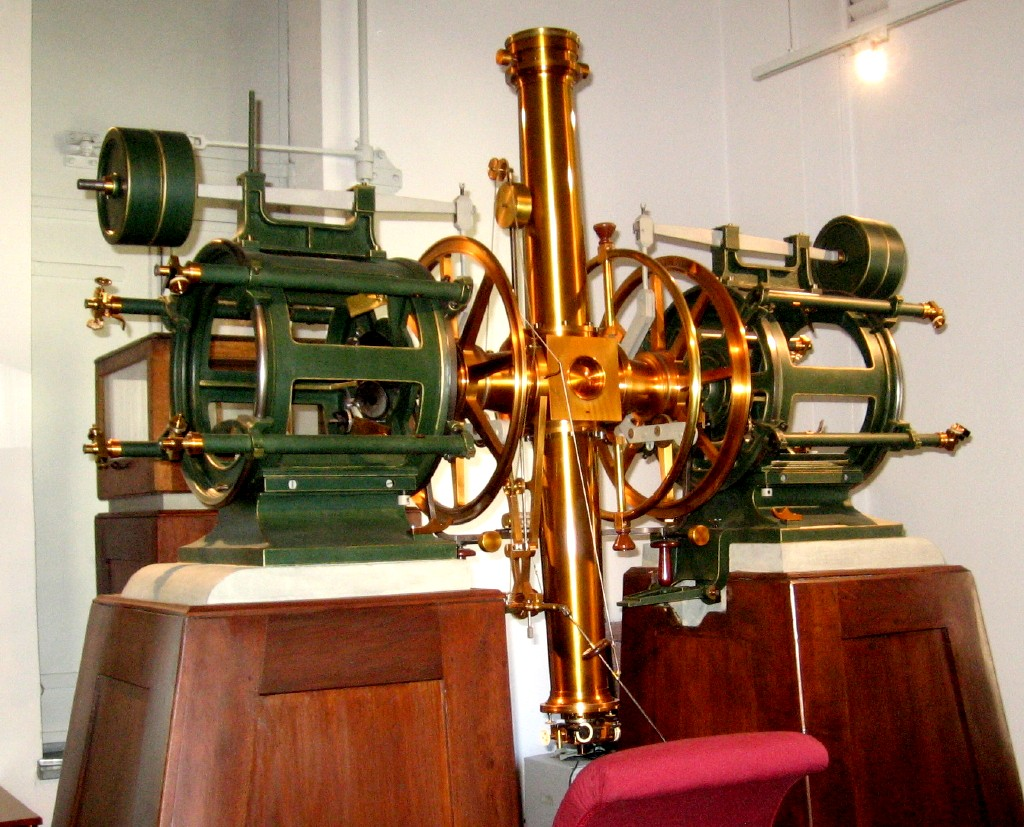
子午環（ウィーン・Kuffner Observatory）

歴史の古い天文台には、子午儀や子午環が設置されている所がある（天体の子午線通過 (transit) を観測する装置で、transit instrumentと総称される）。
子午儀は子午線上（南北方向）にのみ向きを移動できるように作られた天体望遠鏡の一種である。子午儀で恒星の子午線通過時刻を計測することで、その恒星の赤経や子午儀の設置地点の経度を正確に求めることができる。子午儀には、レプソルド子午儀、バンベルヒ子午儀などがある。
また子午環（Meridian circle）は、子午儀に目標天体の高度を測定する機能を付加したもので、これを用いると天体の赤緯や観測地の緯度も測定できる。
かつては標準時や暦の編纂のために子午儀・子午環は不可欠な装置であった。現代でも GPS や原子時計を用いて決められた測地系や時刻系の較正のために使われている。

### その他
ソフト面
コンピューター時代の天体観測では、観測データ量が膨大になるため、観測装置の電子化や画像情報のデジタル化などにより、コンピュータやデータベースシステムを運用している天文台が多い。遠隔地にある観測装置の運用を目的として、通信ネットワークを活用した自動遠隔操作やデータ解析ソフトウエアなどの開発を行っている。
他に際立った特徴としては、大型の天文台では電波望遠鏡や電子測定機器類による、デジタル分析装置を運用していることである。他には、様々な測定機器類を用いた精密データ解析を実施。
ハード面
自動車に望遠鏡を搭載した移動天文車。
大気による観測への影響を避けるため航空機に設置した空中天文台（成層圏赤外線天文台など）
気球に望遠鏡を搭載したBalloon-borne telescope
大気圏外・軌道上に設置された宇宙天文台（ハッブル宇宙望遠鏡など）

## 天文台の利用形態
研究機関の天文台では望遠鏡は共同利用の形式を取り、観測計画を公募して観測時間を複数のグループに細かく割り振る場合が多い。このような利用形式は、長期間の監視観測や多くのサンプルを集めなければならない観測（サーベイ観測）、超新星爆発などの突発的な現象の観測には不利になる場合がある。この点を補完する存在として、私設天文台や公開天文台の望遠鏡による観測も重要な役割を担っている。

## 国際的に著名な天文台の例
- グリニッジ天文台 - 世界時や経度の基準となったイギリスの天文台。
- パロマー山天文台 - かつて世界最大の口径であった5mヘール望遠鏡を持つ。
- アメリカ海軍天文台 (USNO) - 代表的な天体暦である The Astronomical Almanac を発行している。
- スミソニアン天体物理観測所 - 太陽系内天体の観測データを下に予報を行うセンター等が設置されている。
- ヨーロッパ南天天文台 - 南半球最大の観測装置を運用する天文台。
- アメリカ国立電波天文台 - 世界最大規模の地上VLBIを運用する天文台。
- ヤーキース天文台 - シカゴ大学附属の天文台。世界最大の屈折式望遠鏡（天体望遠鏡を参照）を運用している。
- 国立天文台 (NAOJ) - 日本の代表的な天文学の研究機関。理科年表の編纂等を行う。
- 海上保安庁 - 日本の代表的な天体観測データ天体観測表を発行している。
- ジェミニ天文台 - 存続のため、観測時間が売却されている。マウナケア天文台群の1つ。

## 日本における公開天文台

### 概略
日本の場合、教育機関（高等学校・大学）附属の天文台や国立天文台以外に、地方公共団体や企業によって運営されている一般公開を前提とした天文台が存在し、公開天文台と呼ばれている。 多くの場合、公開天文台は光学望遠鏡を備え、天体観望や天文関連情報の広報、画像等の天文資料の展示・解説、講演会、学習会、イベント開催などを行うのが一般的である。日本の公開天文台数は100を優に超えており、世界に例を見ない天文台大国となっている。

### 公開天文台の歴史
日本における最初の公共天文台は、1926年（大正15年）11月に創立された倉敷天文台で、当時としては日本国内最大級の口径32cm反射望遠鏡（ガルバー鏡）を設置していた。これは、山本一清京大教授の天文普及の理念の感化を受けた原澄治倉敷紡績専務が私財を投じた全国初の民間天文台だった。当時の天文台はすべて官立で一般の天文愛好家は利用できなかったので、天文学普及のため誰でも観望できるようにと無料公開された施設だった。1941年（昭和16年）以来、同天文台主事として本田実が活躍し、氏は新彗星12個、新星11個を発見した。

### 公開天文台の目的と状況
公開天文台の中には、国民の豊かな自然観を育むことを目的とする生涯学習施設として位置づけられるものもあれば、観光資源の一つとして集客による経済効果を期待されるものもある。望遠鏡の維持や施設管理には設置時の数%程度の経費を毎年要するため、後者のうち特に1990年代にふるさと創生資金を活用して設置されたものの中には自治体の財政難から閉鎖されるものも出始めている。

### 大型天文台との比較
公開天文台の望遠鏡を用いた観測は前述のように、研究機関が保有する望遠鏡による観測を補完するものとして、比較的自由度の大きな観測を行える利点を持つ。ただし、現状の日本の公開天文台の望遠鏡は口径50cm～1mクラスのものが多く、世界の研究用天文台で3～4mクラスの望遠鏡が珍しくないことを考えると研究用途としてはやや不利である。兵庫県立西はりま天文台には世界最大口径（2m）の公開望遠鏡「なゆた」があり活用されているが、日本の空は気候的・地理的に気流が良くないことが多く、可視光観測では撮像よりも分光観測に向く空であるとされている。一方赤外線では様相が異なり、日本の空でも十分な星像を得られることが多い。したがって、公開天文台における研究観測では、メリットを生かせる観測対象の選択や、望遠鏡と空に見合った観測装置の整備が求められている。

### 公開天文台の成果
公開天文台では観測者が様々な天文現象を観測することを目的に活動をしており、太陽観測や惑星観測、変光星観測（測光観測）、分光観測（太陽などが中心）、撮像観測（太陽・月・惑星・太陽系内天体の写真など）において多くの成果が発信されている。